# Akademik Mstislav Keldysh
Tàu nghiên cứu Akademik Mstislav Keldysh (tiếng Nga: Академик Мстислав Келдыш) là một tàu nghiên cứu khoa học của Nga có tải trọng 6.240 tấn. Tàu đã thực hiện trên 50 cuộc hành trình, và được biết đến nhiều nhất với vai trò thiết bị hỗ trợ cho các phương tiện vận hành dưới nước dòng Mir. Tàu do Viện hải dương Shirshov thuộc Viện Hàn lâm Khoa học Nga ở Moskva, và cảng đầu tiên của nó nằm ở Kaliningrad trên Biển Baltic. Được đặt theo tên của nhà toán học Liên Xô Mstislav Keldysh, tàu thường có 90 người làm việc trên boong (45 thủy thủ đoàn, 20 phi công, kỹ sư và kỹ thuật viên hoặc hơn, 10 đến 12 nhà khoa học và khoảng 12 hành khách). Trong số các khí tài trên tàu có 17 phòng thí nghiệm và một thư viện.
Tàu được đóng ở Rauma, Phần Lan bởi công ty Hollming Oy cho Viện Hàn lâm Khoa học Liên Xô (nay là Viện Hàn lâm Khoa học Nga). Công việc đóng tàu được hoàn tất vào ngày 28 tháng 12 năm 1980.
Tàu bắt đầu được đưa vào hoạt động vào ngày 15 tháng 3 năm 1981 cho Liên Xô. Các thiết bị hoạt động dưới nước dòng Mir được thêm vào hệ thống trang thiết bị cho con tàu vào năm 1987.
Keldysh tham gia cuộc tìm kiếm tàu ngầm Liên Xô K-278 Komsomolets, mất tích ở bờ biển Đông Nam Na Uy năm 1989 sau khi xảy ra cháy trên boong tàu. Cùng với các vật liệu làm lõi của các lò phản ứng hạt nhân, tàu ngầm này còn mang theo hai đầu đạn hạt nhân. Lo ngại về những tác động tiềm tàng của các vật liệu hạt nhân năng lượng cao trong vùng biển giàu tôm cá, nơi con tàu bị đắm, do đó việc xác định vị trí chiếc tàu ngầm và nắm được tình trạng hiện tại của nó là rất cần thiết. Hai tháng sau vụ đắm tàu, Keldysh đã định vị được vị trí của xác chiếc K-278 vào tháng 6 năm 1989 và đại diện chính phủ Liên Xô cho biết rằng nguy cơ của lỗ thủng trên tàu là "không nghiêm trọng". Tuy vậy, Keldysh cũng đã phải thực hiện hai chuyến đi tới vị trí xác tàu K-278 (vào năm 1994 và 1996) để hàn các vết nứt trên thân chiếc tàu ngầm.
Gần đây, tàu Keldysh đã thực hiện các chuyến tới hai xác tàu nổi tiếng, chiếc tàu khách của Anh Titanic và Tàu chiến Đức Bismarck. Nhà làm phim James Cameron dẫn đầu ba trong số các chuyến đi đó: hai tới Titanic, vào năm 1995 (phục vụ cho bộ phim Titanic, và trong các cảnh quay hiện đại của phim có chiếu tới cảnh chiếc tàu Keldysh) và vào năm 2001 (cho bộ phim tài liệu năm 2003 của ông, Ghosts of the Abyss), và một chuyến tới xác tàu Bismarck vào năm 2002 (cho chương trình đặc biệt của kênh Discovery Channel, Expedition: Bismarck). Cameron cũng dẫn đầu một chuyến thám hiểm khác trên tàu Keldysh cho bộ phim tài liệu Aliens of the Deep năm 2005 của mình.